# Камассия Лейхтлина
Камассия Лейхтлина (лат. Camassia leichtlinii) — луковичное травянистое многолетнее растение, вид рода Камассия (Camassia) подсемейства Агавовые (Agavoideae). Вид назван по имени немецкого садовода и ботаника Максимилиана Лейхтлина.

## Описание
Луковица яйцевидная или широкояйцевидная, 1,5—4 см в диаметре.
Листья линейные, 20—60 см длиной и 0.5—2.5 см шириной, как правило, в количестве от 3 до 9 шт.
Цветонос высотой 20—100 см, иногда выше; цветочная кисть 10—20 см в длину, имеет от 4 до 60 цветков. Цветки актиноморфные, от светло-голубых до тёмно-голубых и фиолетовых, могут быть кремово-белыми. Листочки околоцветника 2—4 см длиной и 4—10 мм шириной, с 5—9 жилками; при завядании сплетаются вместе над завязью; пыльники жёлтые 4-7 мм; цветоножки 1,5—5 см длиной.
Плод — продолговатая или яйцевидная коробочка, 1—3 см длиной и 6—12 мм шириной; в гнезде 6—12 семян, семена 2—4 мм длиной.
Набор хромосом 2n = 30.

## Распространение
Ареал вида от Британской Колумбий на севере, далее на юг через штаты Орегон и Вашингтон до штата Калифорния.

## Классификация

### Подвиды
В пределах вида выделяют два подвида:
- Camassia leichtlinii subsp. leichtlinii (Baker) S. Watson
- Camassia leichtlinii subsp. suksdorfii (Greenm.) Gould

### Синонимы
По информации базы данных The Plant List (2013), в синонимику вида входят следующие названия:
- Camassia leichtlinii var. leichtlinii Baker
- Camassia leichtlinii subsp. leichtlinii
- Quamasia leichtlinii (Baker Coville)